# David Vaughan
David Owen Vaughan (Abergele, 18 februari 1983) is een Welsh voetballer die doorgaans als middenvelder speelt. Hij verruilde Sunderland in juli 2014 voor Nottingham Forest, dat hem in de voorgaande negen maanden al huurde. Vaughan was van 2003 tot en met 2016 international van het Welsh voetbalelftal, waarvoor hij 42 interlands speelde en één keer scoorde.

## Interlandcarrière
Vaughan kwam tot op heden in totaal meer dan veertig keer (één doelpunt) uit voor de nationale ploeg van Wales. Onder leiding van bondscoach Mark Hughes maakte hij zijn debuut op 26 mei 2003 in de vriendschappelijke uitwedstrijd tegen de Verenigde Staten, die met 2–0 werd verloren. Ook eenmalig international David Pipe van Coventry City FC maakte in dat duel voor het eerst zijn opwachting in de nationale A-ploeg. Met Wales nam Vaughan deel aan het Europees kampioenschap voetbal 2016 in Frankrijk. Wales werd in de halve finale uitgeschakeld door Portugal (0–2), na in de eerdere twee knock-outwedstrijden Noord-Ierland (1–0) en België (3–1) te hebben verslagen. Vaughan beëindigde in augustus 2016 zijn interlandcarrière.